# Werchnjadswinsk
Werchnjadswinsk (belarussisch Верхнядзвінск; russisch Верхнедвинск) ist eine Stadt in der Wizebskaja Woblasz in Belarus. Sie liegt am rechten Ufer der Düna und ist administratives Zentrum des gleichnamigen Rajons. Die Stadt zählt 7900 Einwohner (2004).

## Geschichte
Die Stadt wurde 1386 zum ersten Mal als Drissa erwähnt. Im Mittelalter gehörte sie zum Großfürstentum Litauen. Später kam Drissa zum Russischen Reich und wurde 1801 Verwaltungszentrum eines Ujesds des Gouvernements Witebsk.
1924 wurde Drissa Zentrum eines Rajons. 1962 erfolgte die Umbenennung von Stadt und Rajon in Werchnjadswinsk. Der alte Name entsprach dem des bei der Stadt von rechts in die Düna mündenden Flüsschens, der heutige steht im Belarussischen wie im Russischen etwa für Obere Dünastadt.

## Söhne und Töchter der Stadt
- Nadeschda Trojan (1921–2011), sowjetische bzw. russische Widerstandskämpferin gegen den Nationalsozialismus und Medizinerin